# Ole Nielsen Føltved
Ole Nielsen Føltved (født 13. april 1794 i Skæve, død 11. februar 1856 i Aalborg) var en dansk baptistpræst og prædikant.

## Ungdom og karriere
Ole Nielsen Føltved blev født i Føltvedhus i Skæve Sogn i Vendsyssel, som ligger godt 15 km øst for Aalborg. Han var søn af husmand og smed Niels Olesen (1753 – 1822) og Mette Marie Christensdatter (1761 – 1804), og kom som ung ud at tjene hos et par gårdmænd på egnen. Han blev 1818 indkaldt til militærtjeneste og udnævntes 1825 til kommandersergent ved 3. jydske infanteriregiment. Som det var tidens skik tog han sit soldaternavn efter sin fødeegn. Føltveds karriere syntes fastlagt på forhånd.
Den 20. august 1825 indgik han på Vorgaard i Vendsyssel ægteskab med fruerpige Mariane Ditlevsdatter (Ditlev, Ditlevs) (28. marts 1799 Viborg – 5. november 1850 Aalborg), datter af brændevinskarl Dithlev Pedersen og Maren Ottesdatter. Brylluppet stod hos hendes herskab, som parret havde et nært og varmt forhold til, og de flyttede derefter ind i et lille hus i Sankt Hansgade 552 (nu nr. 6) i Aalborg, som Føltved betalte med en mindre opsparing. 
Føltved var vellidt af sine overordnede og nød stor respekt for sit sympatiske væsen og som militær, og blev 9. februar 1836 dekoreret med Dannebrogsmændenes Hæderstegn. 

## Tvivlen
I slutningen er 1830'erne kom nyheden om voksendåb og baptisme til Aalborg fra København. Marianes bror, dyrlægen Peder Ditlevsen, var blevet gift med Kristine Margrethe Markusdatter på Frederiksberg i 1832, og de havde en overgang boet i Hovedstaden, hvorfra de bragte nyheden om den nye retning. Aviserne bragte også sparsomme oplysninger, og spørgsmålet om voksendåben diskuteredes nu indgående i en lille kreds omkring Føltved, der ellers tidligere var blevet skolet i en grundtvigsk kreds i Aalborg. Efter nogle ugers tænken og gransken i bibelcitater, blev man enige om at skrive til forstanderen for baptistmenigheden i København, gravør P.C. Mønster (1779 – 1870), som i oktober 1839 havde døbt en forsamling i Lersøen i København. 
Efter nogen korrespondance frem og tilbage ankom Mønster til Aalborg, og d. 1. oktober 1840 ved 19-20 tiden lod Føltved og hustru, smedesvendene Peter Jensen og Niels Peder Domgaard, Bertel Jensen Hassing, Jørgen Elevsen Weed-Fald samt dennes senere hustru Ida Marie Cohn sig døbe i Limfjorden af Mønster. Dermed var den første baptistmenighed i Jylland grundlagt. 
Der afholdtes nu ugentlige møder hos Føltved i Skt. Hansgade. Men religionsfriheden kom først med Grundloven ni år senere, og den begyndende bysladder resulterede snart i, at myndighederne begyndte at interessere sig for den lille forsamling, der forbrød sig mod de statskirkelige vedtægter. Allerede d. 26. samme måned kom de gendøbte i politiforhør. Føltved kaldes ligeledes flere gange  til samtale hos sine foresatte, der først prøvede at tale ham fra hans ideer og manede til forsigtighed. Men uden held, så man så sig fra militærets side nødsaget til at afskedige ham d. 11. juli 1841.

## Forfølgelse og konsolidering
De økonomiske kår blev nu noget trangere for familien i Sankt Hansgade. Menigheden begyndte dog efterhånden at vokse støt, og man arrangerede offentlige møder, der blev splittet af politiet. Baptisternes tiltagende aktiviteter forsøgtes imødegået af en resolution d. 27. december 1842, der forbød dem at vinde proselytter med undtagelse af i fristaden Fredericia. Ligeledes pålagdes de at anmelde fremtidige møder til præst og politi. Resolutionen medførte, at en del københavnske børn med magt blev bragt til dåb i Trinitatis Kirke. 
Føltved misforstod resolutionen, og troede at menigheden kunne fortsætte sit forehavende i Aalborg, indtil der var grundlagt en menighed i Fredericia. Flere baptister arresteredes derfor d. 29. juli 1843. Føltved fængsledes og de første domme over baptister i Jylland faldt. Føltved idømtes fire gange fem dage på vand og brød, en dom der dog senere formildedes til 50 rigsdaler sølv til Aalborg Kjøbstads fattigkasse samt sagens omkostninger. 
Føltved kunne ikke betale sin mulkt, der også omfattede retsomkostningerne for den ubemidlede Domgaard – i alt 73 rigsdaler og 46 mark. Den 21. februar 1844 udpantedes derfor familien på adressen ved en auktion, der indbragte lidt over 106 rigsdaler. De følgende par år faldt endnu et par store bøder og mindre fængselsstraffe, og huset blev kun reddet med hjælp fra baptistkirken. Herefter syntes myndighederne at indse, at man ikke ad denne vej kunne standse bevægelsen, og lod stort set baptisterne i fred. 
Som forstander for menigheden i København stod Mønster som leder for baptismen i hele Danmark. Det var imidlertid en udsat post, og da landets første baptistkonference – kendt som Topmødet på Vestsjælland – løb af stabelen i efteråret 1847, sad Mønster fængslet. Samtidig var man ikke fra tysk side, hvorfra Mønster oprindelig var indsat, tilfreds med Mønsters religiøse udlægninger. 
Julius Köbner kom op fra Hamburg for at udrede trådene, og mødte de 20 fremmødte baptister i København, hvilket endte med, at Mønster og hans kreds blev udelukket af baptistsamfundet. Köbner rejste umiddelbart derefter videre til Aalborg og ordinerede 23. september 1847 Føltved til ”Missionær for Jylland”. Føltved overtog tillige den lønsum, som tidligere tilkom Mønster. Til leder for baptistbevægelsen i Danmark udså Købner A. P. Førster, der ellers var sendt til Strickt Baptist i London. 
Året 1849 blev skelsættede for de danske baptister. Først på året rejste Førster fra København sammen med Føltved og Hans Peter Jensen fra Aalborg – midt under Treårskrigen – til Hamburg. Målet var en konference, der blev kendt som det Tyske Forbund, og hvor nu alle baptistmenigheder i Danmark kom til at udgøre en fjerdedel. Og d. 5. juni gav Grundlovens indførelse trosfrihed for alle landets borgere. 
Før Grundlovens indførelse d. 5. juni 1849 var man ifølge en lov fra Christian 4.s tid forpligtet til at lade sine børn døbe indenfor otte dage efter fødslen. En snarlig hjemmedåb var i århundreder almindelig pga den store børnedødelighed, og dåben blev så senere konfirmeret ved fremstilling i kirken. Loven lempedes dog i 1828 til dåbens forrettelse indenfor otte uger mod, at den forrettedes  i kirken. 
D. 5. november 1850 døde Mariane kun 56 år gammel. Hun havde støttet sin mand gennem de mange svære år og skænket ham ni børn, hvoraf de tre døde som børn. Føltved giftede sig igen d. 25. februar 1852 på Aalborg Rådhus med den kun 21-årige Christiane Christensdatter fra Vrængmose ved Skæve, men hun døde allerede små tre år senere d. 14. januar 1855.

## De sidste år
Efter at have opnået den faste understøttelse fra baptistkirken, indledte Føltved et utrætteligt missionsarbejde overvejende i det nordlige Jylland. På sine rejser talte han baptismens sag og døbte en del proselytter. Dåben skete året rundt i det fri ved neddykkelse af hele legemet. Menighederne voksede rundt omkring støt, og det er utvivlsomt Føltveds fortjeneste, at baptistkirken endnu den dag i dag nyder så store udbredelse netop i det nordlige Jylland. 
Efter at have døbt fem mennesker i Limfjorden menes han at have pådraget sig en alvorlig lungebetændelse. Han gik til sengs og døde en uge efter d. 11. februar 1856 klokken kvart i tre om morgenen i sit hjem, knap 62 år gammel. Den ældste datter, Constance Frederikke Føltved, plejede sin far til det sidste. 
Ole Nielsen Føltved og Mariane Ditlev begge blev begravet på Vor Frue Kirkegård, men ligger nu begravet på Almen Kirkegård i Aalborg under en sten rejst af baptisterne i 1910. 
Føltveds Passage, en sidegade til Niels Ebbesensgade i Aalborg, er opkaldt efter Ole Nielsen Føltved. Ligeledes blev der i 1942 i Dybvad rejst en baptistkirke til hans minde. På huset i Sankt Hansgade 6 er opsat en mindeplade.